# Burkhard Ellegast
Burkhard Ellegast OSB (* 6. November 1931 in Melk, Österreich; † 31. Jänner 2022 daselbst) war ein österreichischer Benediktiner. Er war von 1975 bis 2001 der 66. Abt des Stiftes Melk.

## Leben
Burkhard Ellegast wurde als Sohn eines vom Stift angestellten Fleischhauers in der Gemeinde Melk geboren. Nach dem Besuch des Stiftsgymnasiums Melk trat er 1951 in den Konvent ein. Nach dem Noviziat studierte er bis 1956 Theologie an der Universität Salzburg. 1956 empfing er die Priesterweihe in der Stiftskirche Melk. Nach einem Lehramtsstudium für Latein und Griechisch wurde er 1962 an der Universität Wien zum Dr. phil. promoviert.
Er war zunächst als Gymnasialprofessor, später als Novizenmeister tätig. Am 7. August 1975 wurde er als Nachfolger von Reginald Zupancic zum Abt des Stiftes Melk gewählt. Zunächst auf eine Amtszeit von zwölf Jahren gewählt, wurde er 1987 und 1999 als Abt bestätigt. Ellegast war Initiator einer umfassenden Restaurierung des Stiftes, die zwanzig Jahre andauerte.
Nach den Bestimmungen der Österreichischen Benediktinerkongregation legte er mit seinem 70. Geburtstag am 6. November 2001 das Abtsamt nieder. Sein Nachfolger wurde Georg Wilfinger. Seit 2001 war Ellegast Vorsitzender der Monastischen Kommission der Österreichischen Benediktinerkongregation. Er war Landesbeirat für Niederösterreich in der Wiener Städtischen Versicherung.
Ein Herzensanliegen war ihm die Verbindung des Hauses mit engagierten Laien. So gründete er 2003 die CBM, die Communio Benedictina Mellicensis, der Männer und Frauen mit einer engen Verbindung zum Stift Melk angehören. Die CBM trifft sich bis heute regelmäßig und tauscht sich über benediktinische Lebensweise und Spiritualität aus. 
Er war Mitglied der katholischen Studentenverbindung KaV Norica Wien im ÖCV und der Schülerverbindung K.Ö.St.V. Nibelungia Melk im MKV. Ellegast starb am 31. Jänner 2022. Er wurde in der Gruft des Stiftes Melk beigesetzt.

## Ehrungen und Auszeichnungen
- 1991: Großes Silbernes Ehrenzeichen für Verdienste um die Republik Österreich[4]
- Großes Verdienstkreuz des Verdienstordens der Bundesrepublik Deutschland
- Goldenes Komturkreuz des Ehrenzeichens für Verdienste um das Bundesland Niederösterreich
- Großkreuz pro piis meritis des Verdienstordens Pro Merito Melitensi des Souveränen Malteserordens

## Schriften
- Die Melker Handschriften zur Regula Benedicti. Band 1–3, Dissertation, Wien 1962, 1 2 3
- Die Anfänge einer Textkritik zur Regel des heiligen Benedikt in den Kreisen der Melker Reform (15.Jh.). In: Stift Melk in Geschichte und Gegenwart. Band 3, 1983, ISBN 3-85326-676-2, S. 8–91.
- Reformtätigkeit in der Kirche des 15. Jahrhunderts. Die Kartause Aggsbach und das Reformzentrum Melk (Vinzenz von Aggsbach – Johannes Schlitpacher) (Vortrag anlässlich des Kartäuserkongresses in der Kartause Aggsbach am 14. September 1990). In: Die Ausbreitung kartäusischen Lebens und Geistes im Mittelalter. Band II (Anal.Cart. 63). Salzburg 1991, S. 108–117, OCLC 165658495.
- Peter Bischof. Die Fresken in der Benedictus Kapelle von Stift Melk. Galerie Welz 1995, ISBN 3-85349-203-7.
- Stift Melk. Stift Melk, Eigenverlag, 1998, zusammen mit Ernst Bruckmüller, Martin Rotheneder, OCLC 633719874.
- Der Weg des Raben. Ecowin Verlag, Salzburg 2010, ISBN 978-3-902404-87-9.